# Miami (Missouri)
Miami – miasto w Stanach Zjednoczonych, w stanie Missouri, w hrabstwie Saline.